# Gonospora gonadipertha
Gonospora gonadipertha is een soort in de taxonomische indeling van de Myzozoa, een stam van microscopische parasitaire dieren. Het organisme komt uit het geslacht Gonospora en behoort tot de familie Urosporidae. Gonospora gonadipertha werd in 1923 ontdekt door Djakonov.